# Martin Benka
Martin Benka   (Kostolište, 21 de setembre de 1888 - Malacky, 28 de juny de 1971) va ser un artista expressionista eslovac.
Benka és considerat un dels fundadors de la pintura moderna eslovaca. Ell va rebre la seva formació artística a Hodonín i a Praga, on va treballar des de 1913 fins a 1939 com a artista independent. El 1939 va tornar a la República Txeca i va dirigir a una escola d'art. Benka va ser membre del Consell Nacional Eslovac.
Benka va treballar com a pintor, artista gràfic i il·lustrador. A més, va fer estudis sobre instruments, i va dissenyar diverses estampilles. La seva antiga casa de camp alberga el Museu Martin Benka.

## Biografia
Va ser el més petit dels sis fills nascuts de Jozef i Eva Benka, de soltera Dubničkova. De 1903 a 1906, va ser aprenent de pintor de cases a Hodonín, i va servir els seus anys d'oficial a Viena de 1906 a 1909. Durant aquest temps, va començar a fer visites a un art privat. estudi. Un periodista anomenat Jan Josef Langner (1861-1919) va veure la seva obra i va quedar prou impressionat com per oferir ajuda financera. Això li va permetre prendre classes a una escola privada de pintura de paisatge a Praga, gestionada per Alois Kalvoda.
Va adquirir el seu primer estudi a Praga el 1914. Durant la Primera Guerra Mundial, va viure amb un amic a Miloňovice. La seva primera exposició independent es va fer a Rohatec l'any 1915. Després de la guerra, va tornar a Praga, on va viure fins al 1939. Es va involucrar amb l'Associació d'Artistes Eslovacs el 1920, i va viatjar molt. El 1937, va participar en l'Exposition Internationale des Arts et Techniques dans la Vie Moderne.
Poc després de l'inici de la Segona Guerra Mundial, es va establir a Martin. De 1940 a 1941, va ser professor de dibuix i pintura a la Universitat Tecnològica Eslovaca de Bratislava. Després de la guerra va rebre el títol "cs" de la República Popular Txecoslovaca. El 1958, se li va proporcionar una casa de camp, un estudi i una galeria prop de Martin, a càrrec de l'estat. Aquell mateix any es va publicar la seva autobiografia, Za umením (Per l'art).
Mentre visitava vells amics a la seva ciutat natal, es va emmalaltir i va morir a l'hospital de Malacky. Està enterrat al Cementiri Nacional de Martin.

## Estil i mètode
L'estil ornamental de Benka, que va ser influenciat per l'art popular, va contrastar fortament amb l'enfocament funcional i purista dels moviments alemanys de la Bauhaus i les avantguardes russes d'aquella època. Contemporani de la famosa generació txeca d'artistes cubistes, va viure a Praga durant 30 anys. Juntament amb Ľudovít Fulla, Mikuláš Galanda i el txec cs, va crear la tipografia eslovaca modernista. En total, va crear entre quaranta i seixanta tipus de lletra diferents.
Mentre buscava trets característics, formess i colors d'Eslovàquia, visitava regions on la gent vivia senzillament, en comunió amb la natura. Sovint viatjava pel camp, documentant la vida rural i la natura a les seves obres, moltes de les quals feia a l'aire lliure i de manera espontània. La seva casa al país, on va viure entre 1959 i 1971, és ara El Museu Martin Benka tal com s'indica en el seu testament, en el qual va llegar les seves obres a l'estat.